# استریم‌لاینرهای هال روچ
استریم‌لاینرهای هال روچ (به انگلیسی: Hal Roach's Streamliners) مجموعه‌ای از فیلم‌های نیمه‌بلند (Featurette) کمدی داستانی بود که توسط هال روچ (Hal Roach) ساخته شد که از نظر مدت زمان، طولانی‌تر از یک فیلم کوتاه و کوتاه‌تر از یک فیلم بلند بودند و زمان آن‌ها بیش از ۵۰ دقیقه طول نمی‌کشید. ۲۰ مورد از ۲۹ فیلمی که روچ برای استودیوی یونایتد آرتیستس (United Artists) تولید کرد در قالب استریم‌لاینر بود. آن‌ها معمولاً متشکل از پنج حلقۀ ۱۰ دقیقه‌ای بودند.

## تاریخچه
استودیوی روچ ابتدا فیلم‌های کوتاه کمدی را تولید کرد، اما تا سال ۱۹۳۵ میلادی، احساس کرد که فیلم‌های کوتاه در حال خروج از رده هستند. همانطور که قالب دو فیلم با یک بلیت برای سینماهای پس از آن محبوب بود. زمانی که روچ شروع به تولید فیلم‌هایی برای استودیوی یونایتد آرتیستس کرد، او با توجه به شیفتگی و تحسین عمومی از قطارهای استریم‌لاینر مدرن و سریع در آن دوره، با ایدۀ یک فیلم کوتاه که او به نام استریم‌لاینر نامید، آمد. مدت زمان کوتاهِ فیلم، فضای مناسبی را برای بخشی از یک برنامۀ دو فیلم با یک بلیت فراهم کرد.
هزینۀ تهیۀ یک فیلمِ استریم‌لاینر در حدود ۱۱۰/۰۰۰ دلار تعیین شد؛ بدین ترتیب با هزینۀ یک فیلم بلند قادر به تولید چهار فیلم استریم‌لاینر بودند. با این حال سود حاصل، ۵۰ تا ۷۵ درصد بیشتر از یک فیلم بلند را برآورده می‌کرد.